# João Apocauco (morto em 1345)
João Apocauco (em grego: Ἱωάννης Ἀπόκαυκος; m. 1345) foi o filho mais velho do primeiro casamento do mega-duque bizantino e um dos principais instigadores da Guerra civil bizantina de 1341-1347, Aleixo Apocauco.

## Vida
Em 1343, após os cidadãos de Salonica erguerem-se contra o rival de Aleixo, João VI (r. 1347–1354), João foi nomeado grande primicério e governador da cidade, mas o poder real emanou da radical facção dos zelotes que encenaram o levante anti-cantacuzenista. Em junho de 1345, o Apocauco mais velho foi linchado pelos prisioneiros políticos em Constantinopla. João imediatamente declarou-se para Cantacuzeno e tentou tomar o controle da cidade, mas os zelotes prevaleceram e restauraram seu governo antes que as forças de Cantacuzeno pudessem reagir e ajudar Apocauco e seus apoiantes, que foram capturados e executados.